# 文山有轨电车

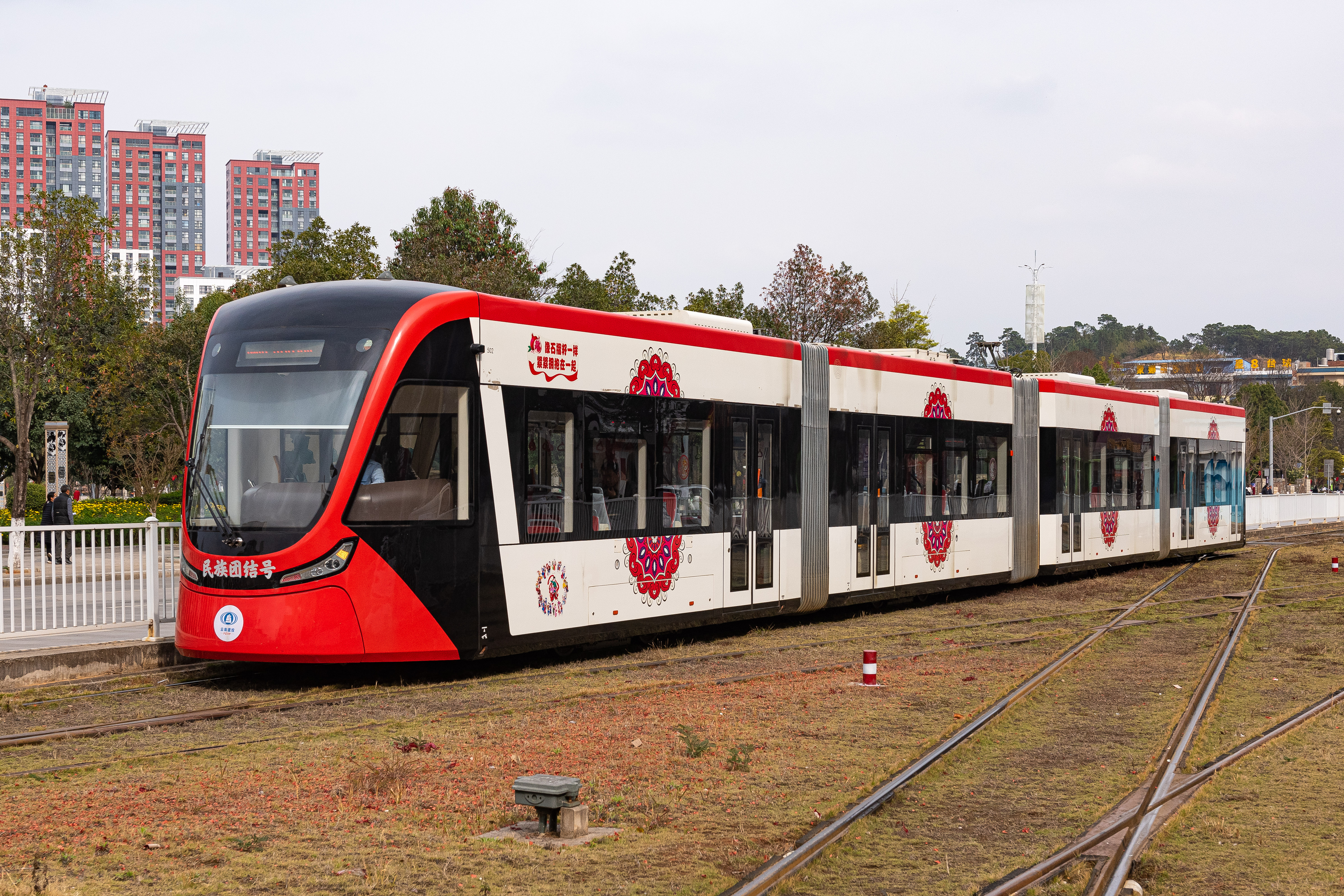
文山有轨电车502车组在椒莲广场站折返

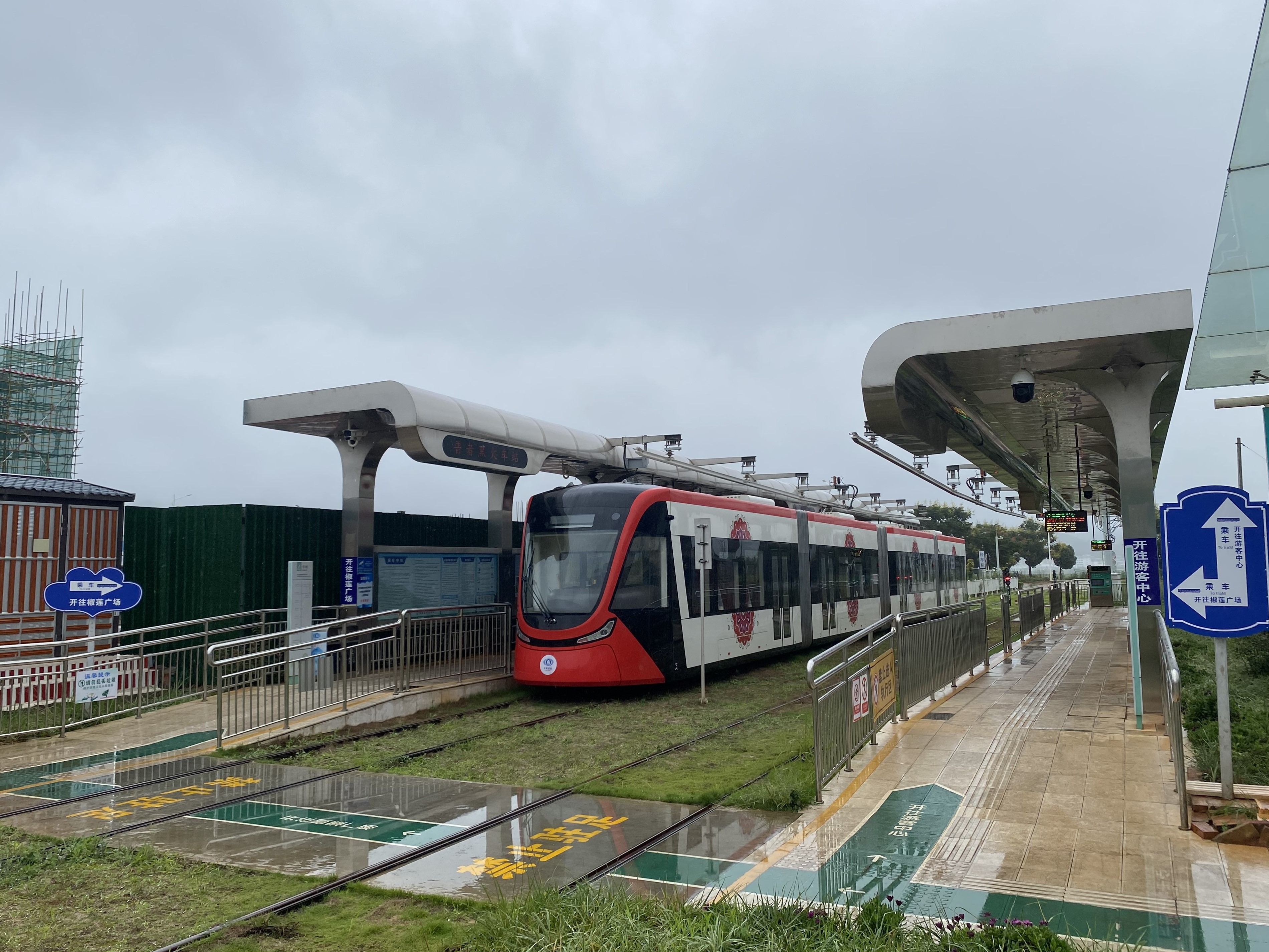
文山有轨电车4号线普者黑高铁站站

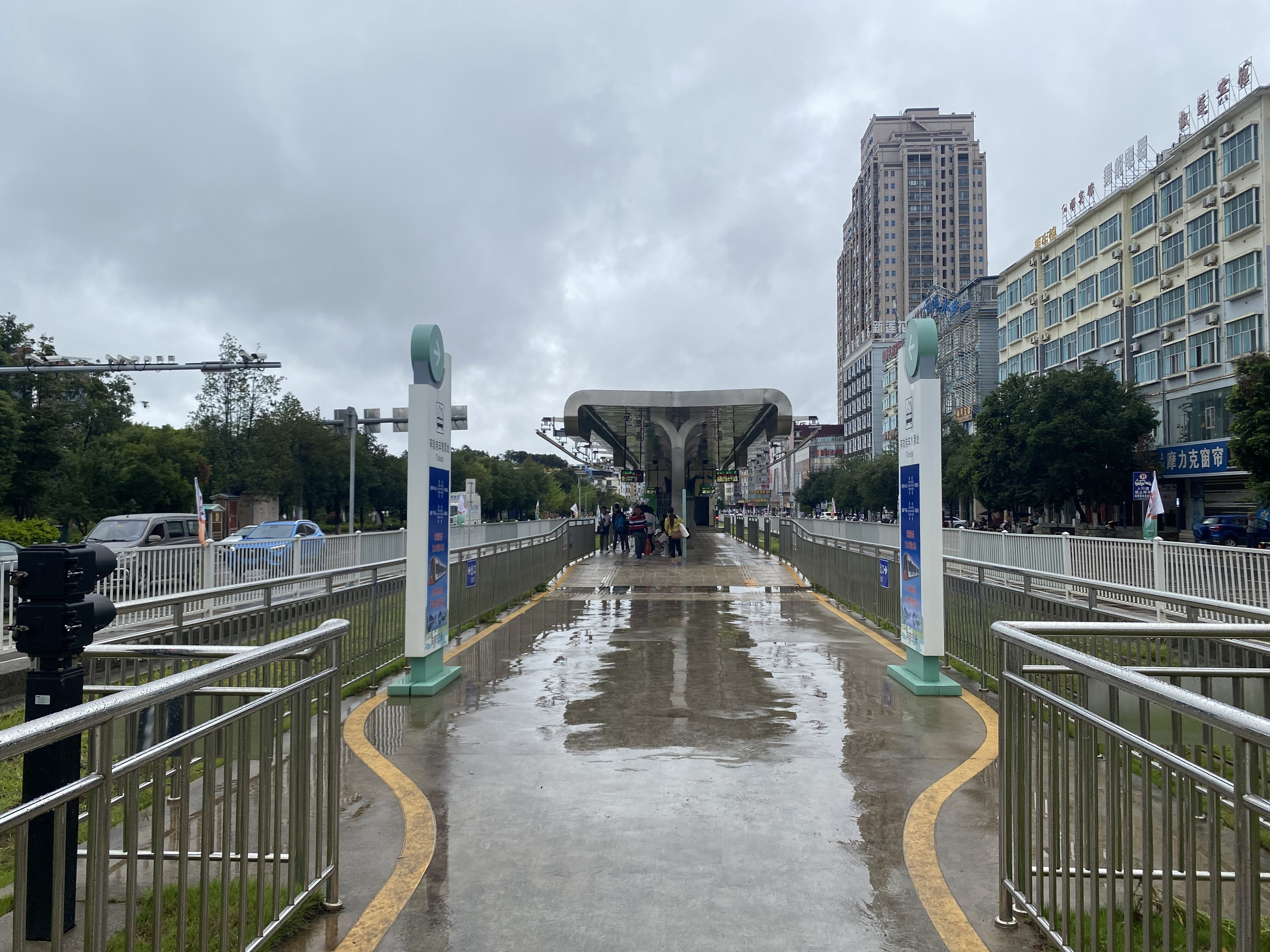
文山有轨电车4号线椒莲广场站

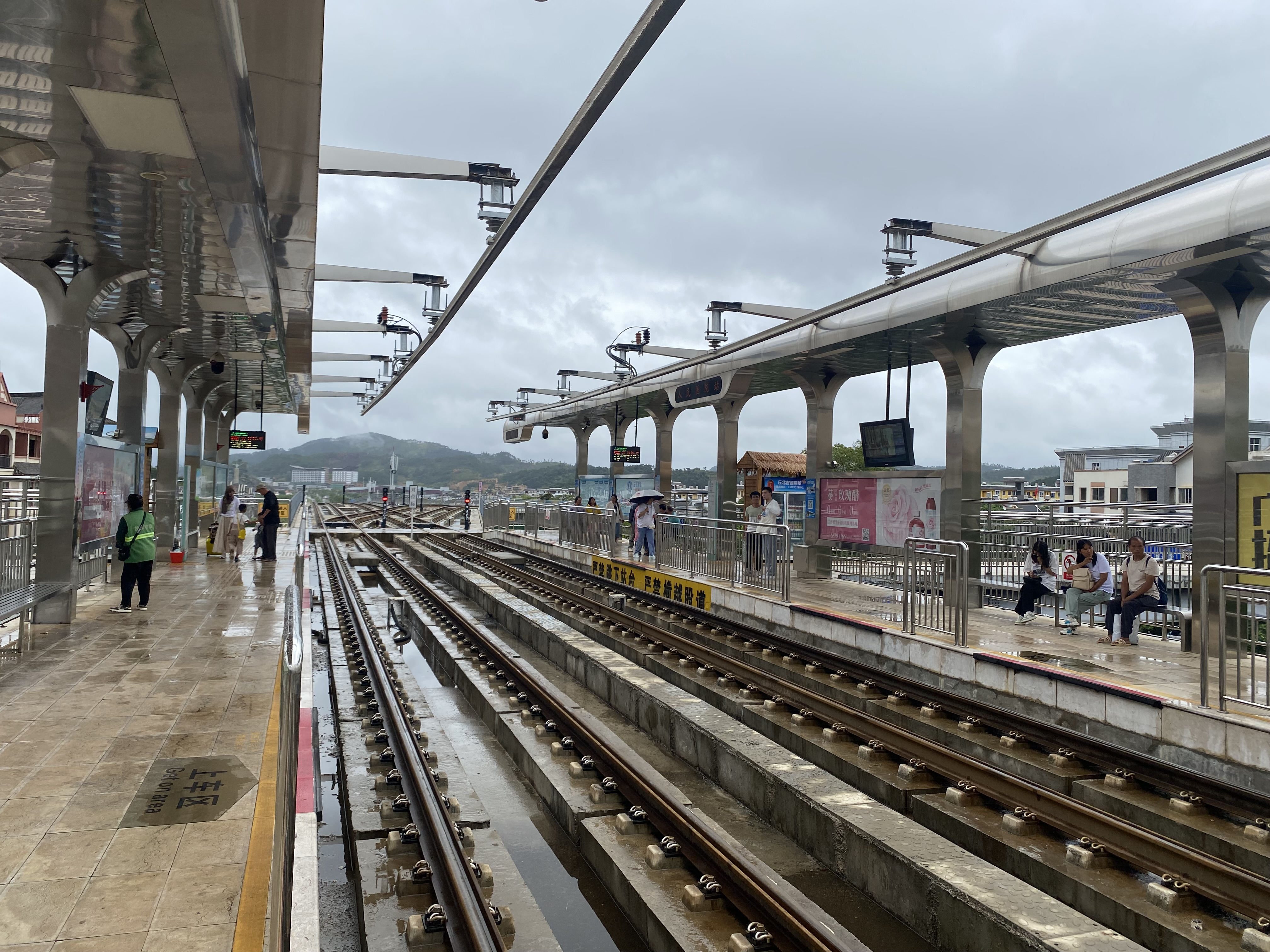
文山有轨电车4号线人民医院站

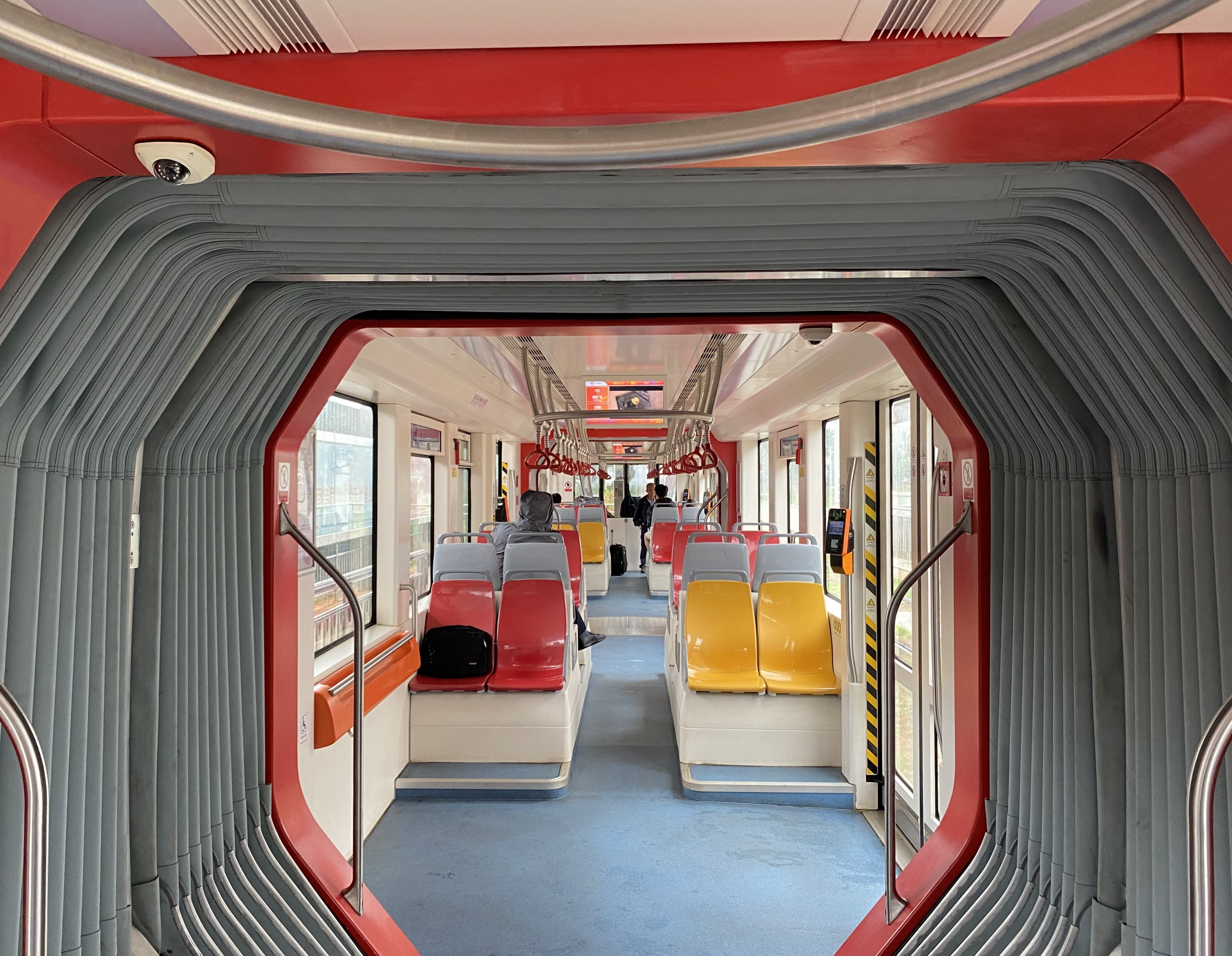
文山有轨电车4号线车辆内部

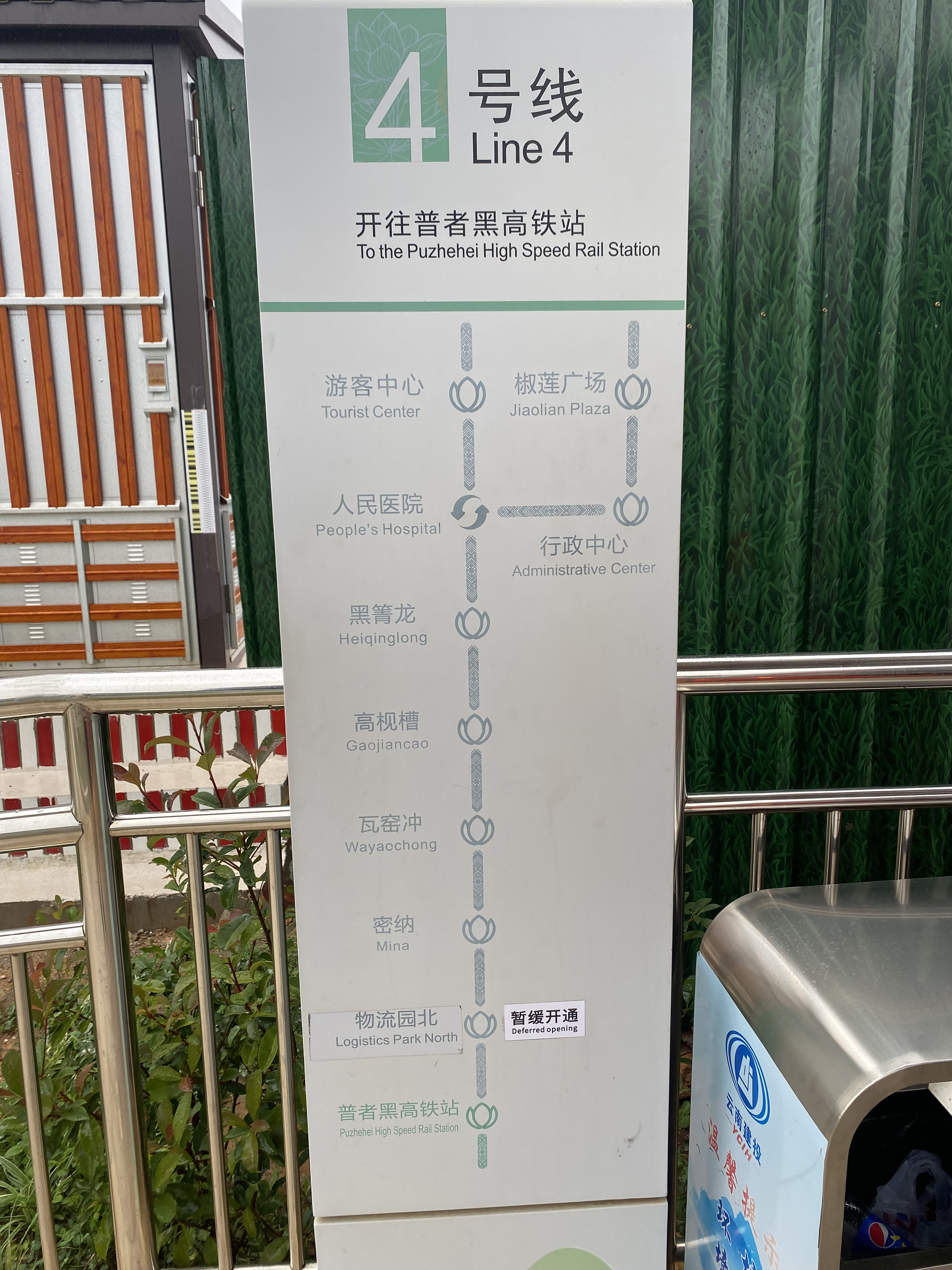
文山有轨电车4号线站牌

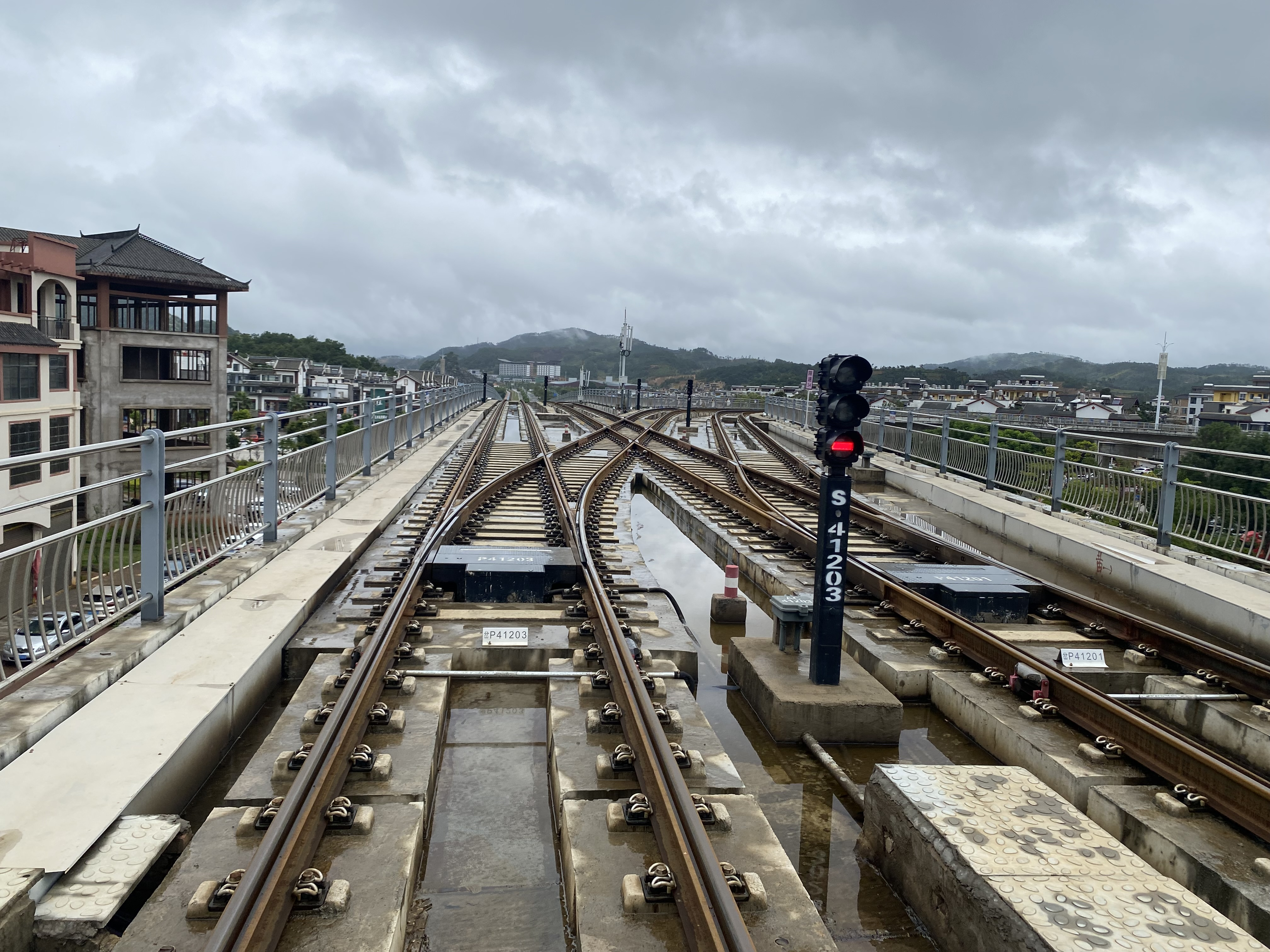
文山有轨电车4号线人民医院站道岔

文山有轨电车，为中华人民共和国云南省文山壯族苗族自治州建设的有轨电车项目，於2021年5月15日收费试營運，目前已通車为4号线。

## 车辆
采用双外观设计，分为“小红”和“小绿”。共15辆车，14辆正常运行，一辆备用，最高运行时速70km/h，车辆采用四模块编组，设置座位72个，最大载客量364人。

## 票务
和公交相似，支持公交卡，手机二维码识别。

## 项目介绍
文山州有轨电车4号线主线全长11.710公里，设8座车站，起点游客中心站，终点普者黑高铁站；支线起点人民医院站，终点椒莲广场站，长2.250公里，设2座车站。该项目串联普者黑景区、九龙谷旅游集散中心区、丘北县城、普者黑火车站等。该项目使用ppp进行建设，计划2020年12月联调联试，2021年4月运营。

### 车站

#### 4号线主线
| 车站名称     | 英文名称                         |
| ------------ | -------------------------------- |
| 普者黑高铁站 | Puzhehei High Speed Rail Station |
| 物流园北     | Logistics Park North             |
| 密纳         | Mina                             |
| 瓦窑冲       | Wayaochong                       |
| 高涧槽       | Gaojiancao                       |
| 黑箐龙       | Heiqinglong                      |
| 人民医院     | People's Hospital                |
| 游客中心     | Tourist Center                   |

#### 4号线支线
| 车站名称 | 英文名称              |
| -------- | --------------------- |
| 人民医院 | People's Hospital     |
| 行政中心 | Administrative Center |
| 椒莲广场 | Jiaolian Plaza        |

## 建设历史
2020年3月，文山有轨电车全面复工。
2020年7月，车辆进入试制。
2020年9月，云南文山的有轨电车驾驶学员到苏州有轨电车培训学院学习。
2020年11月，普者黑有轨电车接车。
2021年1月，全线电通。
2021年4月1日至4月10日，文山有轨电车向公众免费开放试乘体验。5月15日，收费试运行开始。